# Joseph Breen
Joseph Ignatius Breen (* 14. Oktober 1888 in Philadelphia, Pennsylvania; † 5. Dezember 1965 in Los Angeles, Kalifornien) war ein US-amerikanischer Filmzensor.

## Karriere
Joseph Breen war über 20 Jahre für die Motion Picture Association of America, einer Selbstorganisation der amerikanischen Filmproduzenten und -verleiher, tätig. Sein Hauptbetätigungsfeld war die Durchsetzung des Hays Code (eigentlich Motion Picture Production Code), einer Zusammenstellung von Richtlinien zur Herstellung von US-amerikanischen Spielfilmen im Hinblick auf die moralisch akzeptable Darstellung besonders von Kriminalität und sexuellen Inhalten. Breen startete die Tätigkeit 1934 und hatte diese bis ins Jahr 1955 inne. Breen ging 1955 in den Ruhestand und erhielt bei der Verleihung 1954 einen Ehrenoscar für seine Verdienste bei der Durchsetzung des Motion Picture Production Codes.